# New Windsor, New York
New Windsor är en kommun i Orange County i delstaten New York, USA.